# Entre désir et incertitude
Pour plus de détails, voir Fiche technique et Distribution.
Entre désir et incertitude est un film documentaire de Abdelkader Lagtaâ  sur le cinéma marocain, qui a été présenté en avant-première à l'Institut Lumière en mai 2010 dans le cadre du festival Fenêtres sur le cinéma du Sud.
Représentation en présence de Mohammed Bakrim, responsable communication du Centre cinématographique marocain (CCM) et d’Abdelkader Lagtaâ, suivie d'un débat sur les enjeux du cinéma de demain au Maroc.

## Synopsis
En donnant la parole à des cinéastes et à des critiques, ce documentaire s’attache, parallèlement à une approche historique, à identifier quelques mouvances qui animent le cinéma marocain et à pointer du doigt les principaux dangers qui menacent son évolution.
(Source: Institut Lumière)

## Distribution
- Nabil Ayouch : lui-même
- Hamid Bennani : lui-même
- Faouzi Bensaïdi : lui-même
- Nour-Eddine Lakhmari : lui-même
- Narjiss Nejjar : elle-même

## Fiche technique
- Titre original : Entre désir et incertitude
- Réalisation et scénario : Abdelkader Lagtaâ
- Production : Camp de Base avec la participation du CNC et du CCM
- Producteurs : Jean Lodato
- Musique originale: Pierre-Yves Lenik
- Chef opérateur : Cyril Collot
- Ingénieur du son : Loîc Alexandre
- Montage : Vincent Morgenstern (France 3)
- Mixage : Jean-Baptiste Marizy (France 3)
- Directrice artistique : Véronique Garcia
- Genre : Documentaire
- Durée : 52 minutes
- Date de sortie française : 8 mai 2010
- Diffuseur : France 3 Corse Via Stella (Juin 2010)